# Sierra de Castril
Sierra de Castril este o arie protejată (arie specială de conservare — SAC, sit de importanță comunitară — SCI, arie de protecție specială avifaunistică — SPA) din Spania întinsă pe o suprafață de 12.695,28 ha, integral pe uscat.

## Localizare
Centrul sitului Sierra de Castril este situat la coordonatele 37°52′37″N 2°45′51″W / 37.877°N 2.7643°V.

## Înființare
Situl Sierra de Castril a fost declarat sit de importanță comunitară în decembrie 1997 pentru a proteja 2 specii de plante și 28 de specii de animale. Alte tipuri de protecție:
- arie de protecție specială avifaunistică (în octombrie 2002)[4]
- arie specială de conservare (în septembrie 2012)[3][5][6]

## Biodiversitate
Situată în ecoregiunea mediteraneană, aria protejată conține 21 de habitate naturale: Matorral arborescenți cu Juniperus spp., Formațiuni stabile xerotermofile de Buxus sempervirens pe pante stâncoase (Berberidion p.p.), Formațiuni ierboase bogate în specii de Nardus, dezvoltate pe substraturi silicioase în zone montane (și în zone submontane, în Europa continentală), Galerii și tufărișuri riverane sudice (Nerio-Tamaricetea și Securinegion tinctoriae), Grohotișuri termofile și vest-mediteraneene, Peșteri inaccesibile publicului, Pajiști alpine și boreale, Păduri termofile cu Fraxinus angustifolia, Pante stâncoase calcaroase cu vegetație casmofită, Pajiști alpine și subalpine calcaroase, Păduri iberice de Quercus faginea și Quercus canariensis, Păduri de Quercus ilex și Quercus rotundifolia, Păduri de pin (sub-) mediteraneene cu pini negri endemici, Pajiști umede mediteraneene cu ierburi înalte de Molinio-Holoschoenion, Tufărișuri halo-nitrofile (Pegano-Salsoletea), Păduri de pin mediteraneene cu pini mezogeni endemici, Dehesas cu Quercus spp. perene, Tufărișuri termo-mediteraneene și de pre-deșert, Lande oro-mediteraneene cu formațiuni endemice de grozamă, Galerii de Salix alba și de Populus alba, Pseudostepă cu ierburi și specii anuale de Thero-Brachypodietea.
La baza desemnării sitului se află mai multe specii protejate:
- plante (2): Aquilegia pyrenaica subsp. cazorlensis, Atropa baetica
- păsări (17): pescăruș albastru (Alcedo atthis), rață sulițar (Anas acuta), rață mare (Anas platyrhynchos), acvilă de munte (Aquila chrysaetos), Aquila fasciata, rață-cu-cap-castaniu (Aythya ferina), rața moțată (Aythya fuligula), rață roșie (Aythya nyroca), caprimulg (Caprimulgus europaeus), șoim călător (Falco peregrinus), lișiță (Fulica atra), vulturul pleșuv sur (Gyps fulvus), pescăruș negricios (Larus fuscus), gaia roșie (Milvus milvus), vultur egiptean (Neophron percnopterus), cormoran mare (Phalacrocorax carbo carbo), corcodel mic (Tachybaptus ruficollis)
- amfibieni (1): Discoglossus galganoi
- mamifere (8): vidră de râu (Lutra lutra), liliac cu aripi lungi (Miniopterus schreibersii), liliac cu urechi mari (Myotis bechsteinii), liliac cu picioare lungi (Myotis capaccinii), liliacul mediteranean cu potcoavă (Rhinolophus euryale), liliacul mare cu potcoavă (Rhinolophus ferrumequinum), liliacul mic cu potcoavă (Rhinolophus hipposideros), liliacul cu potcoavă a lui méhely (Rhinolophus mehelyi)
- nevertebrate (1): Graellsia isabellae
- reptile (1): țestoasa de baltă (Emys orbicularis)

Pe lângă speciile protejate, pe teritoriul sitului au mai fost identificate 70 de specii de plante, 2 specii de amfibieni, 8 specii de mamifere, 1 specie de pești, 2 specii de reptile.